# Municipio de East Lake
El municipio de East Lake (en inglés: East Lake Township) es un municipio ubicado en el  condado de Dare en el estado estadounidense de Carolina del Norte. En el año 2010 tenía una población de 161 habitantes.

## Geografía
El municipio de East Lake se encuentra ubicado en las coordenadas 35°52′55.58″N 75°56′42.69″O / 35.8821056, -75.9451917.